# 大分県庁
大分県庁（おおいたけんちょう、英: Oita Prefectural Government）は広域自治体たる大分県の行政機関（役所）である。

## 概要

### 沿革
- 1871年（明治4年）11月14日 (旧暦)　-廃藩置県により大分県を設置。
- 1872年（明治5年）1月23日 (旧暦)　-大分郡南勢家（現在の大分市都町）に大分県庁が設置された。
- 1966年（昭和41年）- 第21回国民体育大会（夏季大会、秋季大会）開催。昭和天皇、香淳皇后が県庁にも行幸啓[1]。天皇杯を獲得した。
- 1971年（昭和46年）10月16日 - 新大分空港（現大分空港）開港。
- 1972年（昭和47年）4月19日 - 新日鐵住金大分製鐵所第1号高炉火入れ。
- 2002年（平成14年）6月 - 大分スポーツ公園総合競技場（ビッグアイ）が2002 FIFAワールドカップの会場のひとつとなり、一次リーグ2試合及び決勝トーナメントスウェーデン対セネガル戦が開催された。
- 2008年（平成20年）- 第63回国民体育大会（2順目）開催。天皇杯、皇后杯を獲得した。
- 2015年（平成27年）3月21日 - 東九州自動車道の県内区間が全線開通。大分市 - 宮崎市間が高速道路で直結した。

## 組織
大分県の地方議会については大分県議会を参照。
- 知事　
  - 副知事　
  - 総務部- 6課4室1センター
    - 振興局（東部・中部・南部・豊肥・西部・北部） *
    - 大分県公文書館 *
    - 大分県職員研修所 *
    - 県税事務所 *

  - 企画振興部- 7課
    - 大分県東京事務所 *
    - 大分県大阪事務所 *
    - 大分県福岡事務所 *

  - 福祉保健部- 9課3室
    - 保健所 *
    - 大分県社会福祉センター *
    - 大分県精神保健福祉センター *
    - 二豊学園 *
    - 児童相談所 *
    - 中央児童相談所
    - 中津児童相談所
    - 大分県婦人相談所 *
    - 大分県身体障害者更生相談所 *
    - 大分県知的障害者更生相談所 *

  - 生活環境部- 9課3室
    - 大分県衛生環境研究センター *
    - 大分県消費生活・男女共同参画プラザ（アイネス） *
    - 大分県食肉衛生検査所 *
    - 大分県消防学校 *

  - 商工観光労働部- 9課2室
    - 大分県計量検定所 *
    - 大分県産業科学技術センター *
    - 中小企業労働相談所 *
    - 大分県立工科短期大学校 *
    - 大分県立大分高等技術専門校 *
    - 大分県立佐伯高等技術専門校 *
    - 大分県立日田高等技術専門校 *
    - 大分県竹工芸・訓練支援センター *

  - 農林水産部- 15課6室
    - 大分県農林水産研究センター *
      - 大分県立農業大学校 *
      - 大分県畜産研修センター *
      - 家畜保健衛生所 *
      - 大分県央飛行場管理事務所 *

  - 土木建築部- 12課3室
    - 高速道対策局
    - 土木事務所 *
    - 竹田ダム建設事務所 *
    - 芹川・北川ダム管理事務所 *
    - 大分駅周辺総合整備事務所 *

  - 会計管理局- 2課1室

- 人事委員会 - 事務局
- 労働委員会 - 事務局
- 監査委員 - 事務局
- 公営企業管理者 - 企業局
- 病院事業管理者 - 病院局
- 教育委員会 - 教育庁
- 公安委員会 - 警察本部
- 選挙管理委員会
- 大分海区漁業調整委員会
- 内水面漁場管理委員会
- 収用委員会

*は地方機関。